# 1925年1月24日日食
1925年1月24日日食是一次日全食，發生於1925年1月24日。新月當天（即朔日），地球上觀測到月球和太阳的角距離極小，此時月球如果恰好在月球交點附近，穿過太阳和地球之間，與地球、太阳接近一直線，則會出現日食。月球本影接觸地表而使該區域完全得不到陽光，就會形成日全食，同時在本影兩側數千公里的半影範圍內遮擋部分陽光，形成日偏食。此次日全食經過了加拿大和美国，日偏食則覆蓋了北大西洋兩岸的廣大區域。

## 日食概況

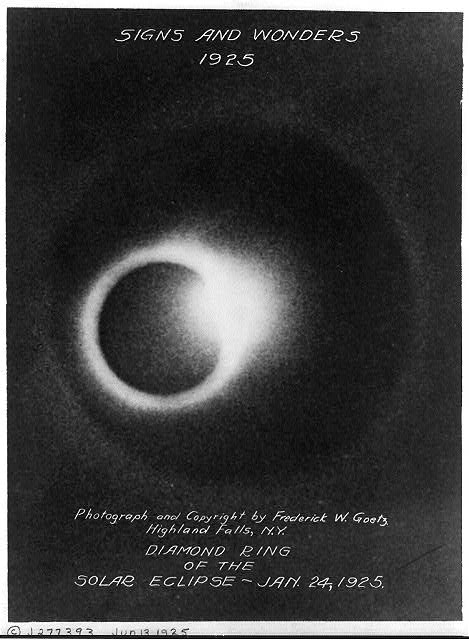
美国纽约看到的鑽石環

### 出現區域
此次日食發生時，月球本影在苏必利尔湖以西的美加邊境處最先接觸地表，然後向東經過五大湖流域，從美国東海岸進入大西洋，在纽芬兰岛最南端以南約750公里的海面上達到最大食分，隨後逐漸折向東北，劃過北大西洋，結束於法罗群岛和蘇格蘭设德兰群島之間的海域。其中本影覆蓋了世界三大瀑布之一的尼亚加拉瀑布。
本影經過的陸地包括：
- 加拿大：經過區域全部位於安大略省境內，分為兩片，一片是該省西南部雷尼河區西南角的小片區域，另一片是該省東南部休伦湖、安大略湖和伊利湖之間的區域，該省首府、加拿大最大城市多伦多即落在其中；
- 美国：自西向東經過明尼蘇達州北部、密歇根州北部、纽约州西部和南部、宾夕法尼亚州東北部、新泽西州北部、麻薩諸塞州西南部和東南部、康乃狄克州除東北角外的大部、羅德島州中南部，而美国第一大城市纽约位於全食帶的南緣，該市北部能看到日全食。[3][4]

除了上述狹窄的全食帶內能看到日全食外，月球半影覆蓋範圍內的北美洲中東部、南美洲北部、北大西洋、非洲西北部、欧洲中西部地區都能看到日偏食。

### 基本參數
- 類型：日全食
- 食甚中心處（位於纽芬兰岛最南端以南約750公里的大西洋）資料：
  - 時間：1925年1月24日14:53:39.4
  - 地點：40°29.8′N 49°34.9′W / 40.4967°N 49.5817°W
  - 食分：1.0304（全食帶內最大）
  - 日全食持續時間：2分32.2秒

## 觀測
地球繞太阳、月球繞地球公转及月球交點的移動均有規律，只要數據足夠準確，就能夠精確計算出過去及將來的日食，也能為日食觀測提前做準備。日全食發生時，在月球本影區域內，月球完全遮蔽了太阳的光球部分，在短暫的時間內出現類似黑夜的景象。比光球暗得多、平時無法看見的色球、日冕和日珥都在此時出現，在日冕儀發明之前，這是研究太陽大氣的唯一機會。而在本影以外數千公里的半影區域內，月球只遮擋了部分陽光，發生日偏食，並未形成類似黑夜的景象，能看到的只是太阳形狀有所殘缺，色球、日冕和日珥等光球以外的部分仍然無法看到。

### 地面

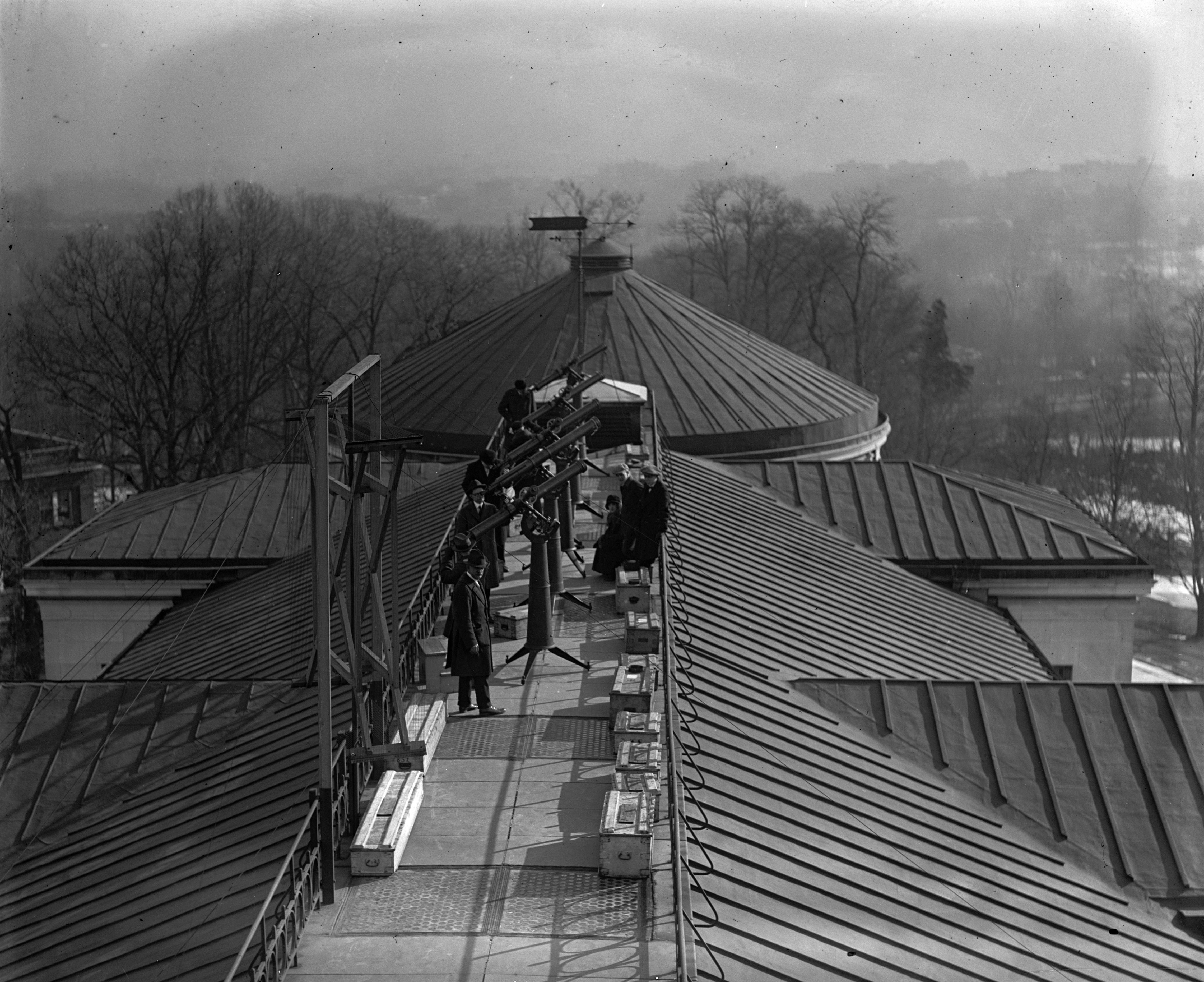
美国海军天文台的天文學家觀測本次日食（當地為日偏食）

美国纽约恰好位於全食帶的南緣，如果將月球視作表面光滑的球體，忽略扁率，且不考慮表面高低不一的山峰，取月球半徑為1736.646公里，曼哈頓北部、皇后區北部及整個布朗克斯會落在全食帶內。實際觀測發現，河濱快速路（Riverside Dr）與96街（96th St）交叉點附近在全食帶南緣上，比理論計算值偏北約800米，據此可對月面形狀做出計算。1912年4月17日在法国巴黎附近也做過類似的觀測。
由於全食帶覆蓋了人口眾多的紐約都會區以及美国東北部，很多人都看到了本次日食。當天纽约寒冷而晴朗，布朗克斯的許多街道和山丘的東坡擠滿了人，原先早晨的入城高峰變成了從布魯克林和曼哈頓下城向北出城的高峰。一些人抓住機會，沿途兜售攝影底片、煙熏玻璃及戳了針孔的卡片。
本次日食也是尼亚加拉瀑布自1806年6月16日以來能看見的首次日全食。俄亥俄州克利夫蘭天文學會成員乘坐克利夫蘭出發的特別列車前往瀑布地區觀測日全食。當天早晨6時天氣晴朗，隨後逐漸有雲，對日食的最初階段有些影響，9時前後雲層露出了裂縫，可以看到太陽。
科学美国人的日食觀測隊在東漢普頓拍下了第一張彩色的日食照片。
美國無線電公司做了實驗研究日食對無線電的影響。他們發現當天早晨發射的380米波在8:30至9:15之間保持穩定，而一般情況下長波在早晨會消散，直到10時左右才穩定；另外發現發射的75米短波從8:15起逐漸減弱，到8:30只剩下原音量的1/3，在8:45至9:51期間則完全聽不見。然而日食結束3天後的另一個實驗又得出了相矛盾的結果，從匹兹堡發射的63米波在澳大利亚成功接收。

### 空中
為了觀測本次日食，全食帶內設置了多個觀測點，此外還派飛機和飛艇升空，獲取更好的觀測視角。
1924年12月，美國戰爭部就提出了在空中拍攝的計劃。因為1833至1922年間的所有日冕照片均在大氣層內拍攝，日冕和背景區分不明顯，而13,000英尺（4,000）高空以上大氣塵埃很少，他們認為15,000至18,000英尺（4,600至5,500）為最佳高度。
洛杉磯號飛艇在日食時完成了升空拍攝，8名科學會成員攜帶觀測器材和相機，總重約2,200英磅（1,000），為此機組減少了人員數量來控制載重。觀測隊主要關注14項內容：月球的精確直徑、月球的精確軌道、相对论現象、日冕的光源、日冕的成分及其他性質、尋找太陽內的新元素和化合物、日食對地球磁場的影響、日食對大氣層電學性質的影響、日冕和周圍天空的光強、日食對無線電的影響、影帶（緊挨日食前後的明暗條紋）的成因、月表特性、尋找彗星、尋找水星軌道內測的行星。飛艇上升到8,000英尺（2,400）高度，全食時位於長島蒙托克以東約18.75英里（30.18）處。
哈佛大学的天文學家在美国空军幫助下，乘坐飛機從米切爾空軍基地起飛，在15,000英尺（4,600）高空觀測了本次日全食，途中還見到了洛杉磯號飛艇。

### 軼聞
北美照明工程學會安排女性測量光強，因為他們認為女性的視覺更靈敏。
有些銀行加強了戒備，並規定日食期間不能存工資或其他大額錢款。
纽约州西點在全食帶內，位於中心線以南約19公里處，西点军校安排全體學生觀看了本次日全食。
時任美国总统卡尔文·柯立芝及夫人格雷絲·柯立芝在华盛顿哥伦比亚特区的白宮觀看了本次日食。當地是日偏食，食分約為0.95。

## 相關的日食

### 1924-1928年的日食
月球交替位於相對的月球交點時，以半個交點年（食年），即約177天又4小時間隔出現下列日食。
註：1924年3月5日和1924年8月30日的日偏食屬於上一組交點年系列。1928年5月19日的日全食和1928年11月12日的日偏食屬於下一組交點年系列。
| 升交點   | 升交點                   |          | 降交點                    | 降交點 |
| 沙羅周期 | 地圖                     | 沙羅周期 | 地圖                      |        |
| 115      | 1924年7月31日 偏食（南） | 120      | 1925年1月24日 全食        |        |
| 125      | 1925年7月20日 環食       | 130      | 1926年1月14日 全食        |        |
| 135      | 1926年7月9日 環食        | 140      | 1927年1月3日 環食         |        |
| 145      | 1927年6月29日 全食       | 150      | 1927年12月24日 偏食（南） |        |
| 155      | 1928年6月17日 偏食（北） |          |                           |        |

### 沙羅周期
沙羅周期長度為18年11天。本次日食屬於沙羅週期120，共包含71次日食，依次為933年5月27日至1041年7月30日的7次日偏食、1059年8月11日至1492年4月26日的25次日環食、1510年5月8日至1564年6月8日的4次全環食（亦稱混合食）、1582年6月20日至2033年3月30日的26次日全食、2051年4月11日至2195年7月7日的9次日偏食，總共歷時1262.11年。其中最長的全食發生於1997年3月9日，共持續了2分50秒。
下表列舉了1901年至2100年間發生的屬於該周期的日食，是第55至65次：
| 55            | 56            | 57            |
| ------------- | ------------- | ------------- |
| 1907年1月14日 | 1925年1月24日 | 1943年2月4日  |
| 58            | 59            | 60            |
| 1961年2月15日 | 1979年2月26日 | 1997年3月9日  |
| 61            | 62            | 63            |
| 2015年3月20日 | 2033年3月30日 | 2051年4月11日 |
| 64            | 65            |               |
| 2069年4月21日 | 2087年5月2日  |               |

## 資料來源
1. 1 2  樊忠玉. . 中国天文科普网.   [2015-07-16]. （原始内容存档于2014-09-17）.
2. 1 2  Fred Espenak. . NASA Eclipse Web Site.   [2015-07-16]. （原始内容存档于2020-10-23）.（英文）
3. ↑  Fred Espenak. . NASA Eclipse Web Site.   [2015-07-16]. （原始内容存档于2020-10-20）.（英文）
4. ↑  Xavier M. Jubier. .   [2016-01-10]. （原始内容存档于2020-05-10）.（法文）（英文）
5. ↑  Fred Espenak. . NASA Eclipse Web Site.   [2013-04-14]. （原始内容存档于2017-12-28）.（英文）
6. ↑  Xavier M. Jubier. .   [2015-06-21]. （原始内容存档于2020-05-10）.（法文）（英文）
7. 1 2  Michael Zeiler, Polly White. . Great American Eclipse of 2017.   [2015-06-21]. （原始内容存档于2021-01-05）.（英文）
8. 1 2 3 4 5 6 7 8  纽约时报. . Total Solar Eclipse of January 24, 1925 in New York.   [2015-06-21]. （原始内容存档于2020-02-19）.（英文）
9. ↑  Fred Espenak. . NASA Eclipse Web Site.（英文）

## 外部連結
- NASA日食專頁（页面存档备份，存于）（英文）
- 可見區域圖和時間統計：由弗雷德·埃斯佩纳克做出的日食預報，NASA/GSFC
  - Google互動地圖呈現的日食範圍
  - 貝塞爾元素
- Google地圖顯示的日全食和日偏食範圍（页面存档备份，存于）（法文）（英文）
- 1900-1937年歷次日全食的日冕（页面存档备份，存于），本次拍攝於美国康乃狄克州米德尔敦和纽约州纽约（法文）（英文）
- 美國紐約的觀測錄像（页面存档备份，存于）（英文）

| \| \| 日食 \|                             |                              |                                           |
| 上一次日食： 1924年8月30日日食 （日偏食） | 1925年1月24日日食 （日全食） | 下一次日食： 1925年7月20日日食 （日環食） |
| 上一次日全食： 1923年9月10日日食          | 1925年1月24日日食 （日全食） | 下一次日全食： 1926年1月14日日食          |
|                                           | 日食                         |                                           |